# 斉藤夏海
斉藤 夏海（さいとう なつみ、1992年8月7日 - ）は、日本のファッションモデル・アーティストである。元Twin Planet所属。

## 経歴
2009年からファッションモデル『Ranzuki』に専属モデルとして登場。2010年12月号で初めて単独で表紙を飾った。彼女が誌面や自身のブログで見せる派手で可愛い私服は「おバカコーデ」と呼ばれ、読者の人気を集めた。2011年春に高校を卒業し、モデル活動を本格化させた。『Ranzuki』2013年11月号で同誌を卒業し、『EDGE STYLE』にて2013年12月号～2014年4月号で専属モデルとして活躍。卒業後はVOGUE JAPANやWWD、装苑など幅広いジャンルでモデル活動を行っている。
2013年には、国際的に活躍するファッションディレクター『ニコラ・フォルミケッティ』が世界に向けて日本を代表するアーティストを発掘するためのプロジェクトに参加し、『渋谷のアイコン』として共演を果たした。2014年7月からは『Natsuumy』(なつぅみ)としてアーティスト活動を開始。

## 慈善活動
2011年、東日本大震災被災者支援として、モデルの鎌田安里紗らが企画した渋谷駅周辺での募金活動に安部ニコル、てんちむなどと共に参加。6時間で総額25万円超の義捐金を集めた。

## 出演

### 雑誌
- S Cawaii!（主婦の友社、5月号）
- JELLY（ぶんか社、5月号）
- 装苑（文化出版局、2014年5月号）
- VOGUE JAPAN（コンデナストジャパン、2014年2月号）
- WWD JAPAN（INFASパブリケーションズ、2013年7月・9月）
- EDGE STYLE（双葉社、2013年12月号　-　2014年4月号）
- Ranzuki（ぶんか社、2009年 - 2013年11月号）

### 広告
- Diamond Lash（2010年 - 2013年）
- 3rd by VANQUISH　カタログモデル（2014年）
- Joma×Natsuumy タイアップソング(2014年 - )

### PV
- rhythmic「光のレール」（2011年）
- 藤森慎吾とあやまんJAPAN「夏あげモーション(Party Ver.)」（2011年）

## 音楽活動
- 2014年7月　デビューシングル「ハッピーダンス」　配信
- 2014年8月　Joma×Natsuumy　タイアップソング　決定
- 2014年8月　「渋谷SBY」期間限定イメージソング　決定
- 2014年9月　「うたつきえほん」(CD・DVD付き絵本)　発売